# Sulkavanjärvi (sjö i Kiuruvesi, Norra Savolax, Finland)
Sulkavanjärvi eller Sulkavajärvi är en sjö i Finland. Den ligger i kommunerna Kiuruvesi och Pielavesi i landskapet Norra Savolax, i den centrala delen av landet, 400 km norr om huvudstaden Helsingfors. Sulkavanjärvi ligger 107,8 meter över havet. Den är 18,2 meter djup. Arean är 8,2 kvadratkilometer och strandlinjen är 75,09 kilometer lång. Sjön  ingår i Vuoksens huvudavrinningsområde.   I omgivningarna runt Sulkavanjärvi växer i huvudsak blandskog. Den sträcker sig 8,7 kilometer i nord-sydlig riktning, och 4,1 kilometer i öst-västlig riktning.